# Fallāḥ

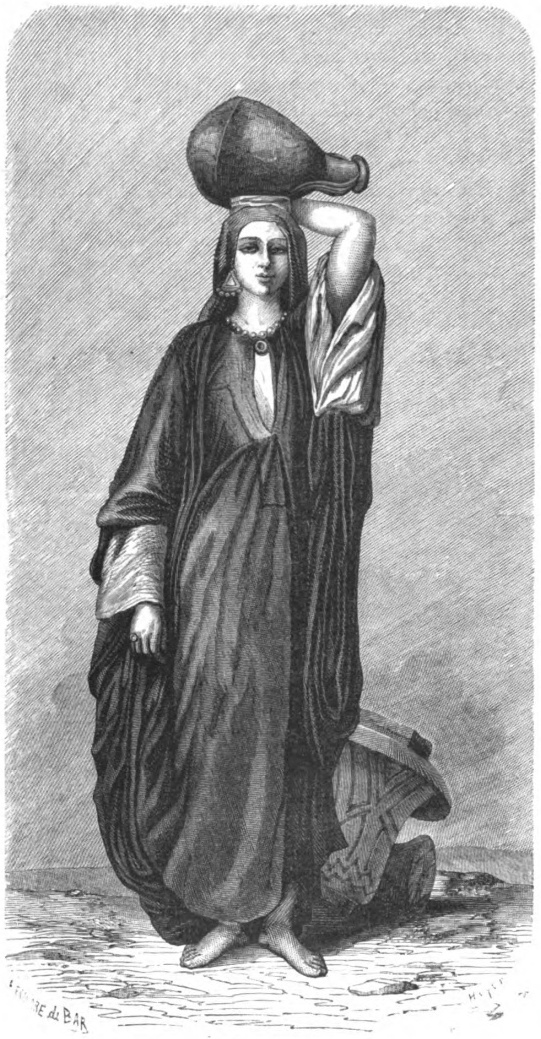
Una fellà egiziana in un'illustrazione per il periodico Le Tour du Monde.

La parola fallāḥ (plurale fallahun/in, in arabo فـلاح ‎?), adattata in italiano come fellà, significa "contadino, agricoltore, lavoratore della terra".
La parola deriva dalla radice trilittera <f-l-ḥ> che significa "spaccare, fendere (il terreno)" da cui ha origine anche il sostantivo filāḥa, "agricoltura" .